# Inulanthera montana
Inulanthera montana là một loài thực vật có hoa trong họ Cúc. Loài này được (J.M.Wood) Källersjö mô tả khoa học đầu tiên năm 1986.